# Ритъм секция
Ритъм секцията (наричана още ритмична секция) е сборът от музиканти в музикална група, джазов ансамбъл и т.н., които поемат акомпаниращите музикални части. Те създават ритмичния пулс в една песен или музикална композиция и залагат акордовата и басовата основа. Използват се различни инструменти в зависимост от стила и епохата. В съвременните поп, рок и джаз групи ритмичната секция обикновено се състои от барабани, баси, понякога и пиано. Въпреки че като цяло остават на заден план, понякога музикантите от ритъм секцията излизат напред и изпълняват сола̀.